# Gniew

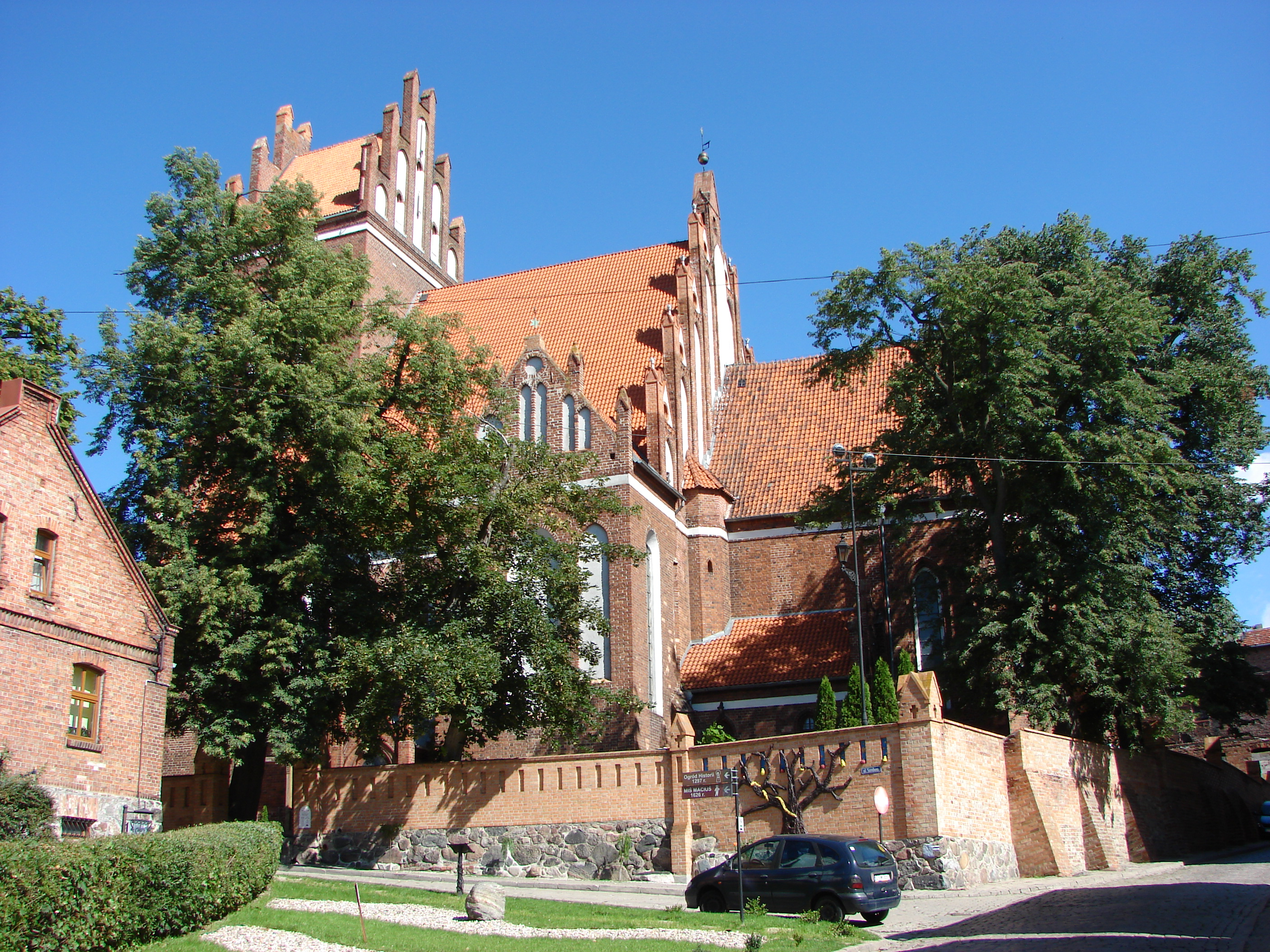
Szent Miklós-templom

Gniew (németül: Mewe); lengyel város a Visztula bal partján a Pomerániai vajdaságban. Fő nevezetessége a Német Lovagrend által épített lovagvár.

## Nevének eredete
Nevének első írásos említése a 13. század első feléből származik, Terra Gymeu formában (Gmewan, Gimen, Gymen) 1229-ben, majd terra Mewe 1250-ben, és terra Gemewe alakban 1283-ban. A Wońsk elnevezés is használatban volt. A sirályt jelentő német Mewe  név jelenleg is szerepel a város címerében a madár formájában. A név ősi szláv változata „magaslat”-ra utalt, de a gniew szó a mai lengyel nyelvben egyébként haragot, dühöt jelent.

## Története
A Visztula bal partjának ezt a szakaszát uraló magaslaton már az i.e. 2500 körüli korból is találtak település-nyomokat. Az első megerősített település maradványait a 7. századból tárták fel. A 10. században a település a polánok területéhez tartozott, a 11. században pedig a Gdanski Pomeránia hercegeinek birtokában volt. 1229-ben II. Sambor herceg a települést az olivai kolostornak adományozta, ezzel összefüggésben maradt fenn róla az első írásos említés. Sambor azonban később, a testvérével, II. Swantopolkkal folytatott háborúja során újra birtokába vette a területet, majd végrendeletileg a Német Lovagrend tulajdonába hagyományozta. 
Sombor halála, 1276 után a lovagrend birtokába vette a területet, és így történetében először kijutott a Visztula bal partjára. A település stratégiailag fontos helyzete miatt 1283-ban megkezdték a vár építését. 1297-ben a helység, német nevén Mewe, a Német Lovagrend nagymesterétől városi jogokat kapott. A városba német telepesek érkeztek és megindították a sör-, gabona- és fakereskedelmet. Ekkor alakult ki a város négyzetes piactere és sakktáblás utcaszerkezete. Városfal is épült, és a 14. század elejére a meglévő templom mellé elkészült a gótikus Szent Miklós-templom is. A 14. és a 15. század fordulóján épült a piactér közepén a városháza.
Az 1410-es grünwaldi csata után a vár és a település a lengyelek birtokába került, de már 1411-ben visszaadták a lovagrendnek. A tizenhárom éves háború alatt Hermann Stargard gdański polgármestert, akinek a városa a lovagrenddel hadban álló Porosz Szövetség tagja volt, haláláig, 1461-ig a lovagvárban tartották fogva.
1464-ben a lengyel csapatok hat hónapos ostrom után újra elfoglalták a várat és az a második thorni béke után a lengyel koronához tartozó autonóm Királyi Poroszország része lett, lengyel sztaroszta irányítása alatt.
Súlyos károkat szenvedett a város a svéd-lengyel északi háborúk során, különösen amikor III. Zsigmond lengyel király 1626-ban a város közelében vereséget szenvedett II. Gusztáv Adolf svéd király csapataitól. 
1667-től 1696-ig Sobieski János, a későbbi király volt Gniew sztarosztája. Az ő időszakában épült újjá a város, és ő építtette 1670 és 1674 között a várhegyen felesége számára a Marysieńki palotát.
Lengyelország első felosztása során, 1772-ben a város Porosz Királysághoz került. Az első világháború végén lengyel polgári védelmi egységek kikiáltották a „gniewi köztársaságot”. 1920-ban a város újra Lengyelország része lett. 1921-ben egy tűzeset súlyos károkat okozott a várban.
1939-ben a német csapatok elfoglalták a várost és a Danzig-Nyugat-Poroszország tartományhoz csatolták. A településen koncentrációs tábort alakítottak ki az áttelepítendő lengyelek számára. A szovjet csapatok 1945. március 7-én szabadították fel. 
A város háborús kárait kijavították, történelmi óvárosa és a vár ma kedvelt turisztikai célpont.

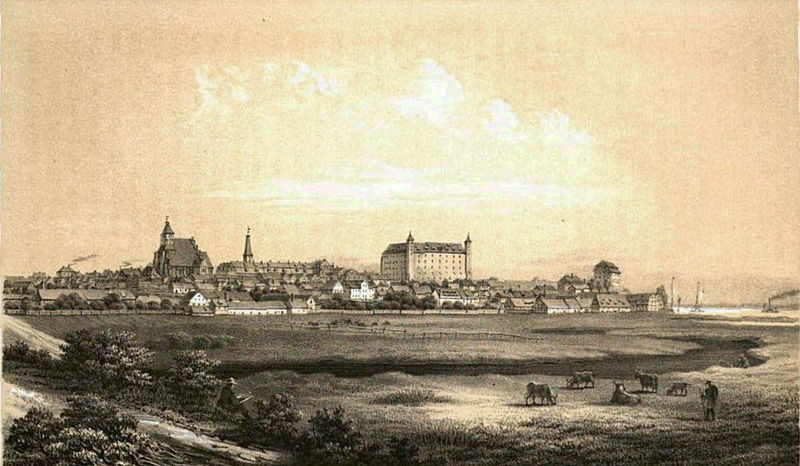
Mewe a 19. század közepén
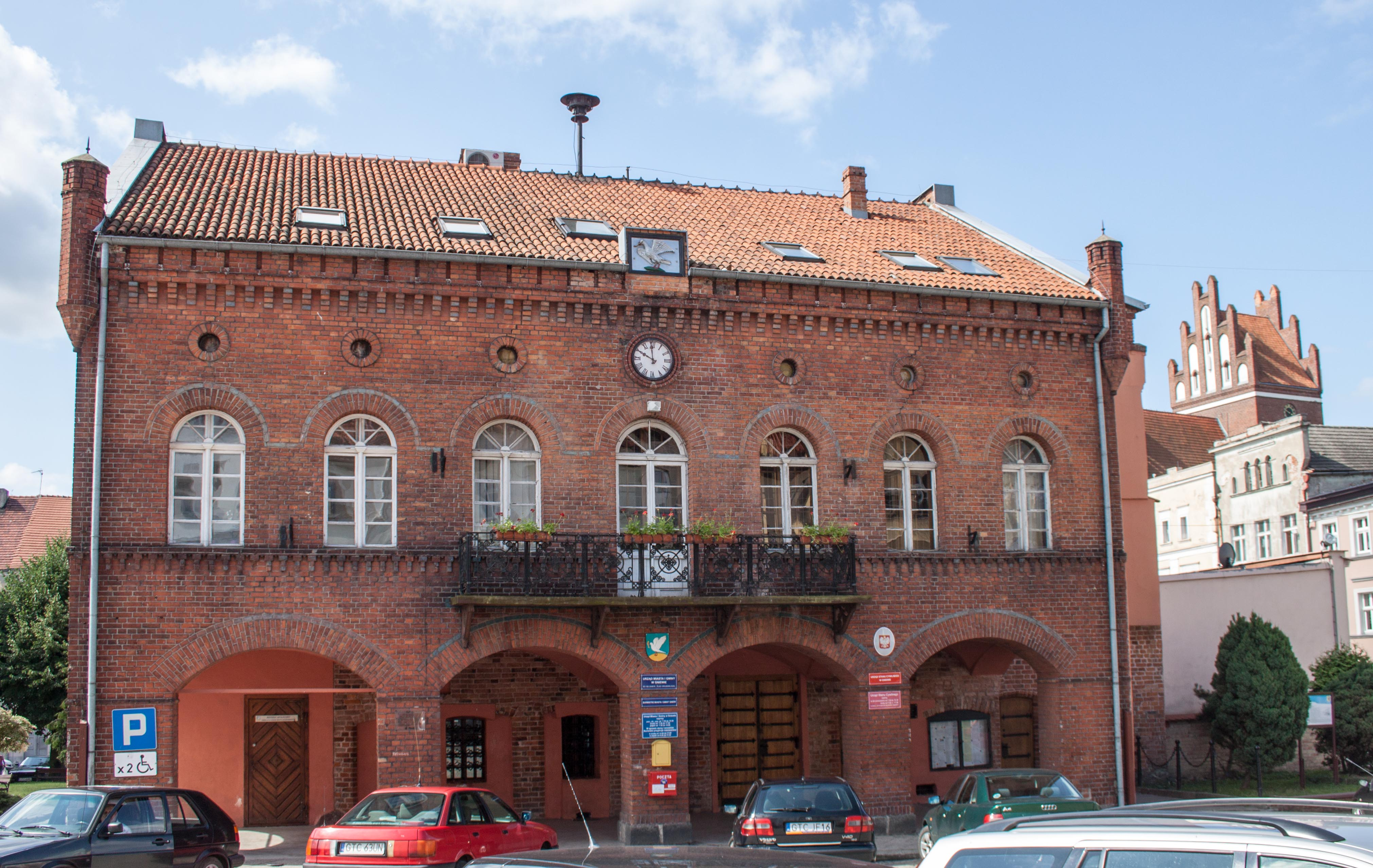
Városháza
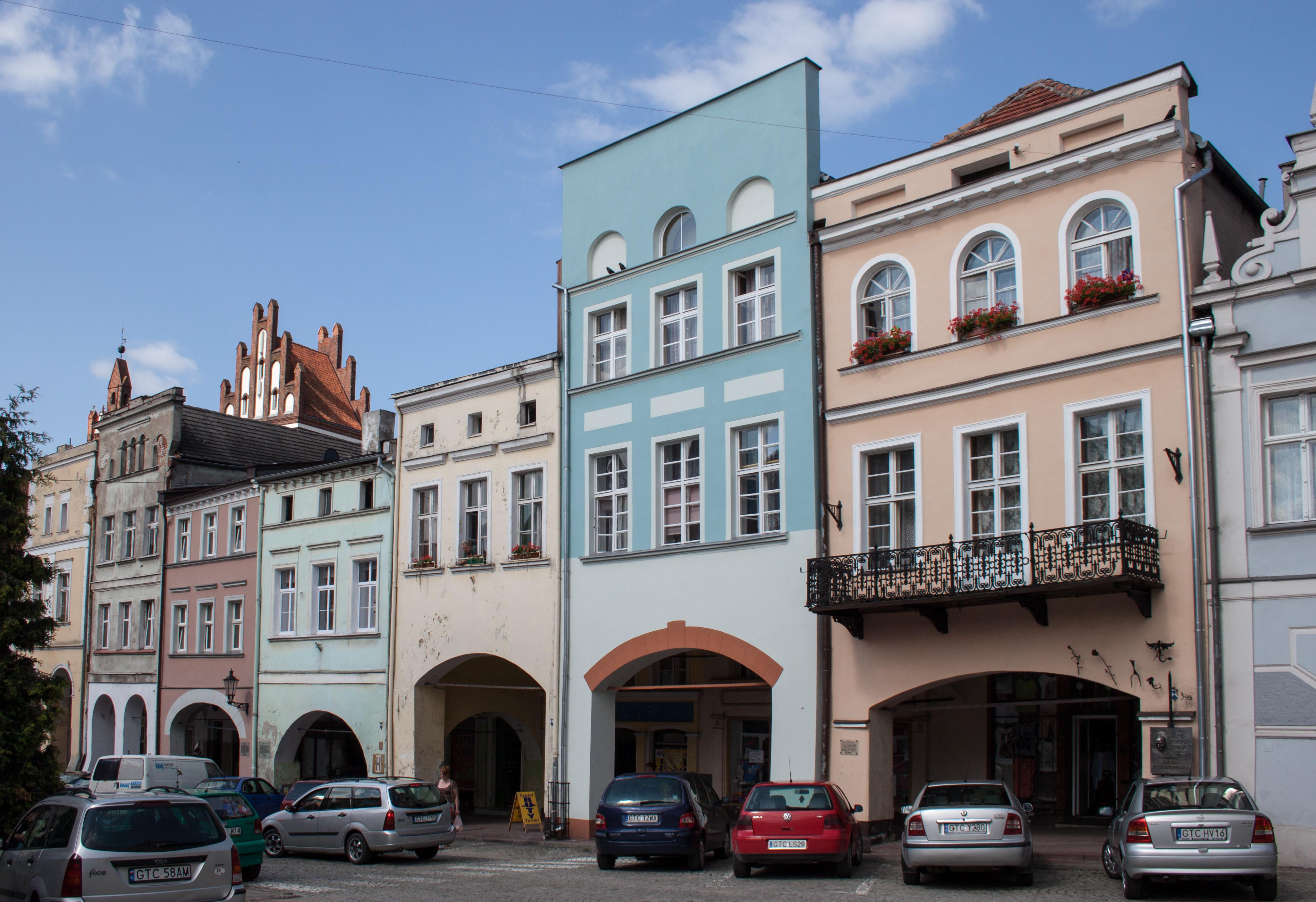
A főtér néhány épülete
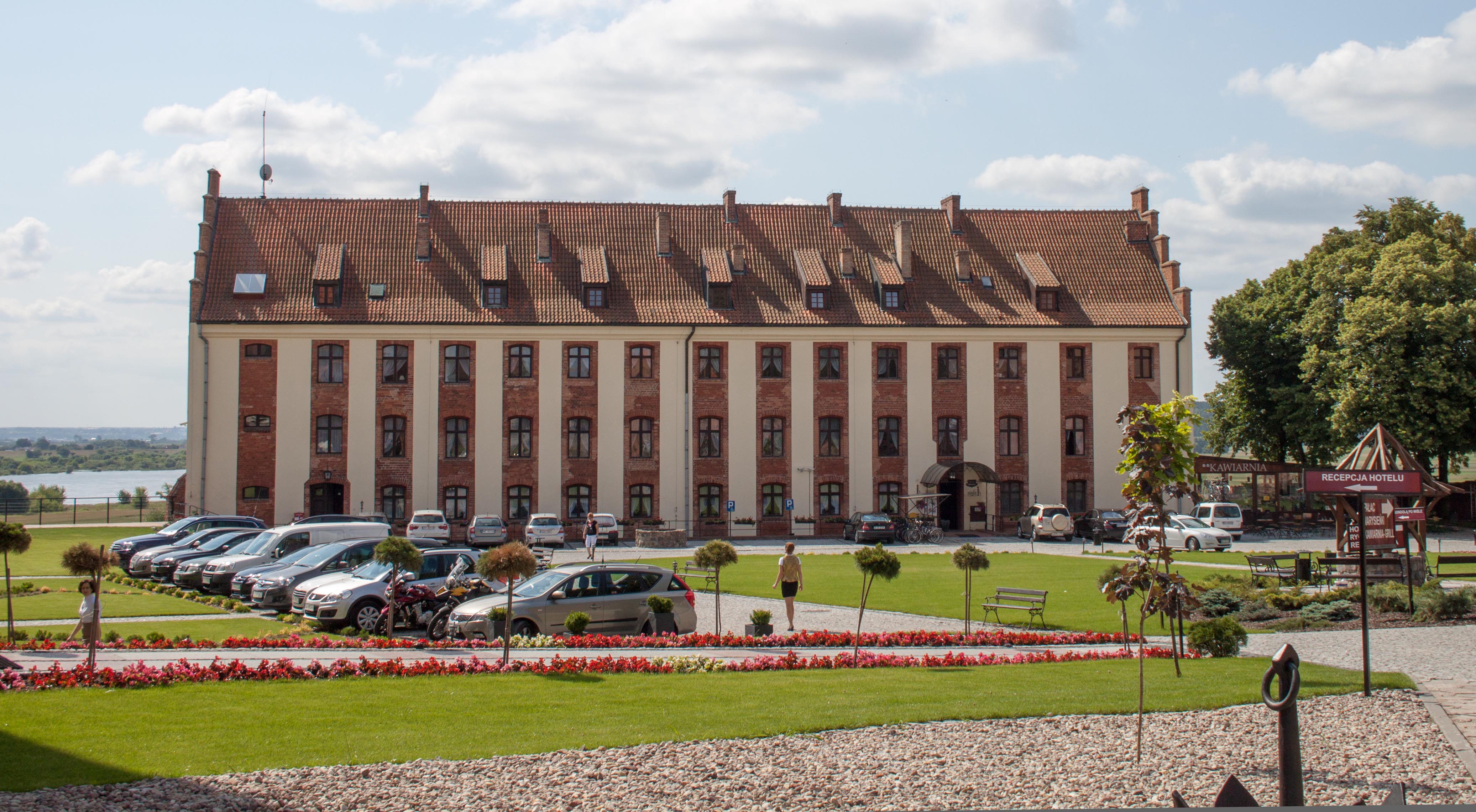
A későbbi királynéról elnevezett Marysieńki palota ma szálloda

## Testvérvárosai
- Ovidiopol, Ukrajna
- Pelplin, Lengyelország
- Castelmassa, Olaszország

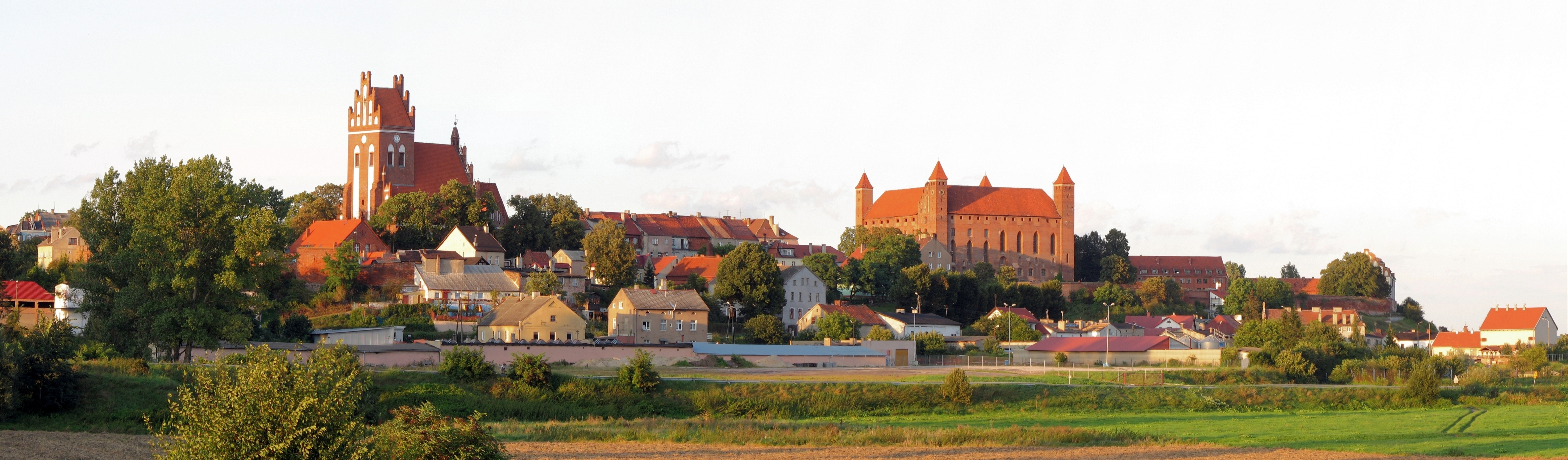
A város látképe a várral

## Fordítás
- Ez a szócikk részben vagy egészben a Gniew című német Wikipédia-szócikk ezen változatának fordításán alapul.  Az eredeti cikk szerkesztőit annak laptörténete sorolja fel. Ez a jelzés csupán a megfogalmazás eredetét és a szerzői jogokat jelzi, nem szolgál a cikkben szereplő információk forrásmegjelöléseként.